# Матусово
Ма́тусово (рос. Матусово) — село у складі Балейського району Забайкальського краю, Росія. Адміністративний центр Матусовського сільського поселення.

## Населення
Населення — 443 особи (2010; 535 у 2002).
Національний склад (станом на 2002 рік):
- росіяни — 100 %